# Soanan
Le Soanan est une rivière française qui coule dans le département du Rhône en région Auvergne-Rhône-Alpes. C'est un affluent de l'Azergues en rive droite, donc un sous-affluent du Rhône par l'Azergues et la Saône.

## Géographie
Le Soanan se jette dans l'Azergues à Légny.

## Hydrologie
Le Soanan est une rivière moyennement abondante, un peu moins cependant que la moyenne des cours d'eau issus du rebord oriental du massif central (Monts du Lyonnais et du Beaujolais). Son débit a été observé durant une période de 23 ans (1984-2007), à Saint-Vérand, localité du département du Rhône. Le Soanan rejoint l'Azergues à Légny, au lieu-dit Les Ponts-Tarrets. Le bassin versant de la rivière y est de 53 km2.
Le module de la rivière à Saint-Vérand est de 0,533 m3/s.
Le Soanan présente des fluctuations saisonnières de débit bien marquées, comme bien souvent dans l'est de la France. Les hautes eaux se présentent de la fin de l'automne au début du printemps et poussent le débit mensuel moyen à un niveau situé entre 0,72 et 0,93 m3/s, de novembre à avril inclus (avec un maximum en février). Les basses eaux ont lieu en été, de juillet à septembre, et entraînent une baisse du débit moyen mensuel allant jusqu'à 0,045 m3/s au mois d'août (45 litres par seconde). Mais les fluctuations de débit sont encore plus prononcées sur de plus courtes périodes ou d'après les années.
À l'étiage, le VCN3 peut chuter jusque 0,0 m3/s, en cas de période quinquennale sèche, ce qui est extrêmement sévère, le cours d'eau tombant ainsi totalement à sec.
Les crues peuvent être très importantes, compte tenu de la taille fort modeste de la rivière et de son bassin versant. Les QIX 2 et QIX 5 valent respectivement 11 et 16 m3/s. Le QIX 10 est de 20 m3/s, le QIX 20 de 23 m3/s, tandis que le QIX 50 se monte à 27 m3/s.
Le débit instantané maximal enregistré à Saint-Vérand durant cette période débutant en 1984, a été de 30,5 m3/s le 2 décembre 2003, tandis que la valeur journalière maximale était de 27,6 m3/s le même jour. En comparant la première de ces valeurs à l'échelle des QIX de la rivière, il apparait clairement que cette crue était supérieure à la crue cinquantennale définie par le QIX 50, et donc très exceptionnelle.
Le Soanan est une rivière assez abondante, bien alimentée par les précipitations de son bassin. La lame d'eau écoulée dans son bassin versant est de 318 millimètres annuellement, ce qui est assez comparable à la moyenne d'ensemble de la France tous bassins confondus, mais nettement inférieur à la moyenne du bassin de la Saône (501 millimètres à Lyon). Le débit spécifique de la rivière (ou Qsp) atteint le chiffre de 10,0 litres par seconde et par kilomètre carré de bassin.